# Justicia aethes
Justicia aethes är en akantusväxtart som beskrevs av Emery Clarence Leonard. Justicia aethes ingår i släktet Justicia och familjen akantusväxter. Inga underarter finns listade i Catalogue of Life.